# 오름대동맥
오름대동맥, 또는 상행대동맥(ascending aorta)은 좌심실의 상층 부에서 시작하는 대동맥의 한 부분이다.
지팡이처럼 생긴 대동맥은 심장에서 뻗어나와 혈액이 대동맥의 가장 상위부분인 대동맥활까지 상향이동 하는 부분을 오름대동맥, 대동맥활을 지나 혈액이 신체 중심부까지 아래로 이동하는 대동맥을 내림대동맥이라고 한다.

## 같이 보기
- 대동맥류